# Friedrich von Saldern
Friedrich von Saldern (von Sallern; * 26. November 1685 in Apenrade im Herzogtum Schleswig; † 6. Juli 1722 in Neumünster im Herzogtum Holstein) war ein Verwaltungsbeamter des Herzogs von Holstein.

## Leben
Saldern war der Sohn des Amtsverwalters und Bürgermeisters in Apenrade, Caspar von Saldern (* 20. Mai 1641 in Neumünster; † 9. Juni 1722 in Apenrade). Caspar (eigentlich Sallern) stammte aus einer aus dem Bauernstand hervorgegangenen Beamtenfamilie und nahm mit seinen Brüdern Namen und Wappen des (nicht verwandten) Adelsgeschlechts von Saldern an.
Friedrich von Saldern immatrikulierte sich 1704 an der Universität Halle, wo er 1705 zum Doktor der Rechtswissenschaften promovierte. Saldern ging zurück in seine Vaterstadt. Als Hufner Nr. 1 bewohnte er die Hufe seiner Vorfahren (Huefe 9 des Hans von Sallern).
Zwischen 1709 und 1714 war Saldern Amtsschreiber in Apenrade, seit 1715 Pächter der Hellevad-Mühle. 1720 wurde er als Amtsschreiber zu Neumünster und Bordesholm angewiesen, sich in seine Ämter zu begeben. Kurz darauf übernahm er als Nachfolger von Matthias von Clausenheim (der Ältere) zusätzlich das Amt des Landrentmeisters (oberster Finanzbeamter und Verwalter der Landesfinanzen) mit Sitz und Stimme in der Rentekammer in Kiel. Im gleichen Jahr gab er dann die Verwaltung von Bordesholm ab und blieb bis zu seinem Tode Amtsverwalter in Neumünster. 1722 flüchtete er vor den einrückenden Dänen mit dem Amtsarchiv nach Hamburg, von dort nach Schweden.
Rechtshistorisch ist bemerkenswert, dass Friedrich von Saldern (von Sallern) der erste herzogliche Amtsverwalter in Bordesholm und Neumünster war. Er hatte 1720 den königlichen Amtsverwalter Diesteler abgelöst, und der geänderte Titel betonte nunmehr, dass Dänemark und Holstein zu der Zeit nicht zweifelsfrei eine Monarchie bildeten.
Nach seinem Tode verwaltete seine Witwe, Anna Maria Kamphövener, das Amt bis 1724. Sein ältester Sohn war Caspar von Saldern.